# La Bouinotte
La Bouinotte (la lucarne, en berrichon), également appelée Le Magazine du Berry, est un magazine trimestriel consacré au Berry, fondée en 1982 par Léandre Boizeau, Gérard Coulon et Rolland Hénault,. L'association qui le publie devient également, en 2003, une maison d'édition centrée sur les auteurs contemporains du Berry.
Actualité, arts et culture, patrimoine, cuisine, nature, histoire et histoires, sont les thèmes principaux du périodique et des ouvrages de cet éditeur régionaliste.
On y retrouve plusieurs collections comme Berry en poche (guides), Black Berry (polars) ou Lignes de vie (récits biographiques).

## Diffusion
En 2015, La Bouinotte compte 1 700 abonnés tandis que 3 000 à 3 500 exemplaires sont vendus en kiosque.

## Principaux auteurs publiés
- Léandre Boizeau
- Gérard Coulon
- Alain Rafesthain
- Jeanine Berducat
- Pierre Belsœur
- David Verdier
- Bruno Mascle